# Дагомари, Паоло
Паоло Дагомари (итал. Paolo Dagomari, 1282, Прато — 1374, Флоренция), известный также как Паоло далль Абако (итал. Paolo dall’Abaco) — итальянский математик, астроном и поэт. Руководил арифметической школой во Флоренции. Из его сочинений наиболее известно руководство по элементарной арифметике Regoluzze, написанное в 1340. Также сочинял стихи и был близким другом Джованни Боккаччо.

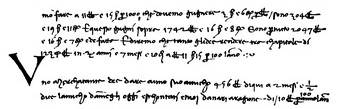
Рукопись Дагомари

Паоло родился в Прато, сын Пьеро Дагомари, который переехал во Флоренцию. Во Флоренции Паоло стал частным наставником Якопо Алигьери. Потребность в математике среди банкиров и торговцев Флоренции привело его к основанию школы арифметики в Санта-Тринита. По общему мнению, у него было 6000-10000 учеников в течение всей жизни, его хвалили современники, такие как Джованни Герарди да Прато, Филиппо Виллани и Джованни Виллани. Паоло умер во Флоренции и был похоронен в Санта-Трините под ныне утерянной эпитафией. Его портрет на фреске написан на своде Галереи Уффици.

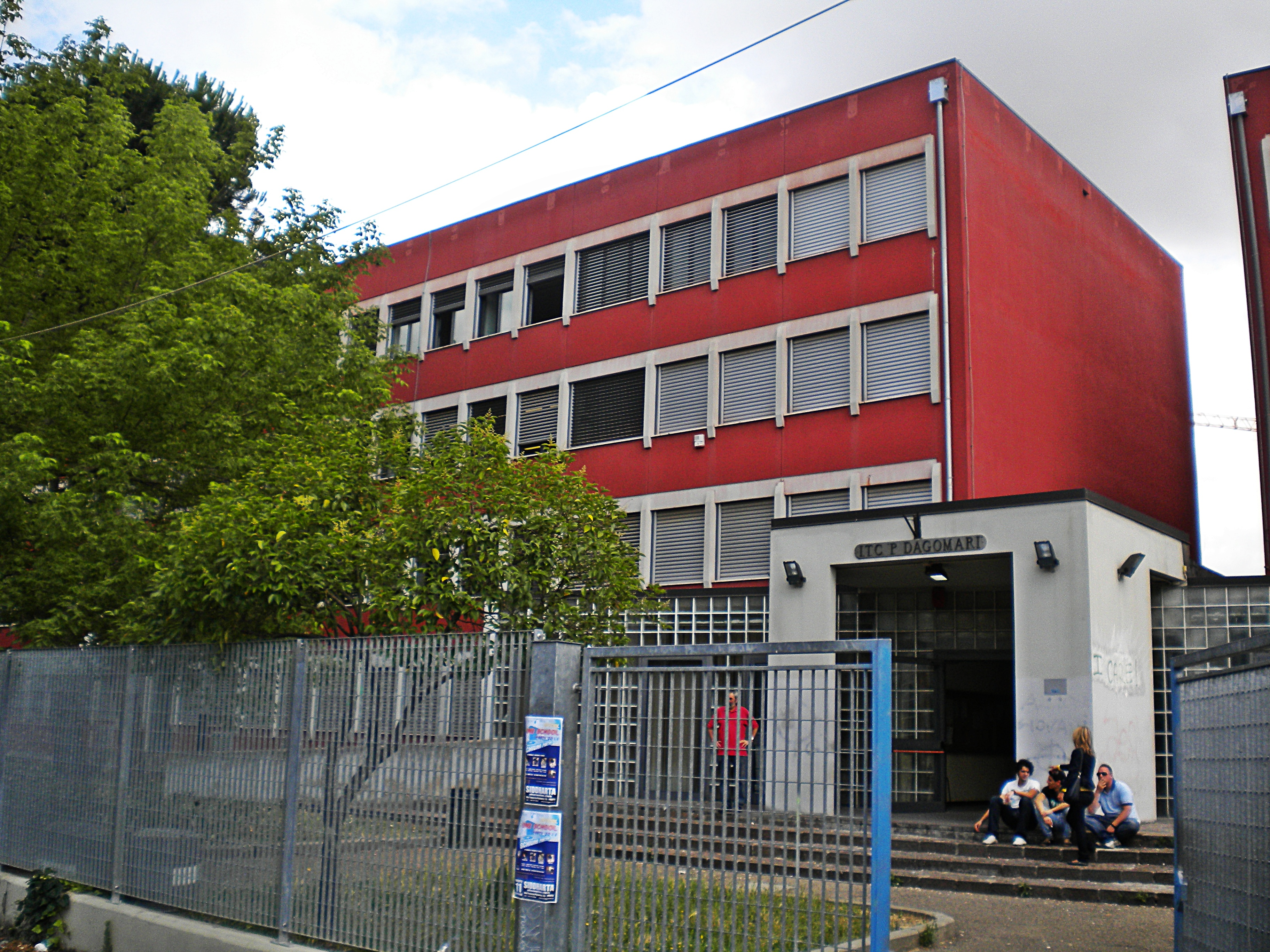
Коммерческий технический институт имени Паоло Дагомари

В математике Паоло ввел точку или запятую, как устройство для разделения чисел на группы по три для облегчения вычисления. Больше всего он известен своей работой по уравнениям, которые встречаются как в геометрии, так и в арифметике, то, что мы сегодня называем алгеброй.